# 엔초 (아이스크림)
엔초는 빙그레에서 2000년에 출시한 아이스크림이다. 땅콩과 아몬드가 박힌 초콜릿으로 씌인 겉면이 있고, 그 안에는 바닐라 샤베트로 추정되는 하얀 속과 함께, 아주 딱딱한 초콜릿이 존재한다.

## 같이 보기
- 빙그레
- 아이스크림